# Helene Potetz
Helene Potetz (* 3. August 1902 in Wien; † 3. September 1987 ebenda) war eine österreichische sozialdemokratische Politikerin.

## Leben
Helene Potetz war Stenotypistin. Sie schloss sich 1919 der sozialdemokratischen Jugendbewegung an und wurde 1922 Mitglied der SDAP. Nach dem Februar 1934 war sie als Widerstandskämpferin führend bei den Revolutionären Sozialisten tätig. Sie war für den illegalen Transport der Arbeiter-Zeitung von der Tschechoslowakei nach Österreich zuständig. 1937/38 und erneut 1939 wurde sie verhaftet. 1941–1945 verbrachte sie im KZ Ravensbrück.
Nach dem Zweiten Weltkrieg gehörte Helene Potetz seit 1945 dem Wiener Gemeinderat an. Außerdem war sie Redakteurin bei der sozialdemokratischen Zeitschrift Die Frau. 1949–1959 war Potetz Vorsitzende des Gemeinderates, von 1959 bis 1967 3. Präsidentin des Wiener Landtages.
Sie wurde am Wiener Südwestfriedhof (Gruppe 9, Nummer 164) bestattet.

## Ehrungen
- Großes Goldenes Ehrenzeichen, 1972
- Benennung des Helene-Potetz-Hofes in Wien-Meidling, 1990
- Benennung des Helene-Potetz-Wegs in Wien-Meidling, 2006